# M.A.X.: Mechanized Assault and Exploration
Pour les articles homonymes, voir MAX.
M.A.X.: Mechanized Assault and Exploration est un jeu vidéo développé et édité par Interplay Productions. Il s’agit d’un jeu de stratégie au tour par tour publié le 31 décembre 1996 pour DOS. Son développement est supervisé par Ali Atabek, joueur reconnu et primé dans le domaine des jeux de stratégie. Le but du jeu est de coloniser différentes planètes et de défendre ses bases contre différents ennemis,,,.
Il a pour suite M.A.X. 2.

## Système de jeu
Le joueur incarne un cerveau humain incorporé dans une enveloppe mécanique au service d'un Star Lord, qui est une entité extraterrestre appartenant à une alliance appelée la Concorde. Les affrontements entre Star Lords se font par humains interposés.
Le jeu propose au joueur soit 24 scénarios, une campagne, ou 6 types de cartes jouables contre l'ordinateur ou en réseau. Les scénarios sont très variés et permettent de bien maitriser le jeu ; par exemple, l'un des défis proposé consiste à défendre une base attaquée des extra-terrestres avec un avion de transport et quelques unités seulement...
Chaque carte est divisée en petits carrés, et non pas en hexagones.
Chaque joueur commande des unités définies par différentes caractéristiques, dont les plus importantes sont les points d'impacts, les points de mouvements, la puissance et la portée de tir. Ces unités peuvent être aériennes, terrestres, ou maritimes ; par ailleurs le jeu distingue les unités « vivantes » (infanterie) de celles strictement mécaniques.
Certaines unités sont spécifiques aux extra-terrestres et, si elles sont surpuissantes, elles ne peuvent pas être utilisées par le joueur.
Par ailleurs, le joueur dispose de différents types de bâtiments, qui produisent soit des matériaux bruts, des unités, de l'énergie (fioul), de l'or, des points de victoire, ou des points de recherche.
Les unités sont améliorables soit collectivement via l'aboutissement des recherches, soit individuellement en dépensant de l'or ; une petite différence peut parfois faire toute la différence...

## Accueil
| M.A.X.                |      |       |
| Média                 | Pays | Notes |
| Computer Gaming World | US   | 4/5   |
| GameSpot              | US   | 86 %  |
| Gen4                  | FR   | 4/6   |
| Joystick              | FR   | 85 %  |